# Georges Valentin
 (février 2019).
Si vous disposez d'ouvrages ou d'articles de référence ou si vous connaissez des sites web de qualité traitant du thème abordé ici, merci de compléter l'article en donnant les références utiles à sa vérifiabilité et en les liant à la section « Notes et références ».
 (septembre 2018).
Pour les articles homonymes, voir Valentin.
Georges Valentin, né à La Ville (Rhône) le 19 mai 1908 et mort à Dijon (Côte-d'Or) le 8 septembre 1944, est un officier aviateur français, as de l'aviation, de la Seconde Guerre mondiale.
Lorsqu'il fut abattu, il commandait la première escadrille du groupe de chasse II/7 « Nice » (326th Squadron).

## Biographie
Georges Valentin obtient son brevet de pilote le 5 février 1927. Il est affecté la même année à la 6e escadrille du 3e Régiment d'aviation mixte de Thionville. Il est admis sous-officier en 1931.
Georges Valentin, ancien déployé sur la BA 102 de Dijon avant-guerre (et par ailleurs membre de la célèbre patrouille acrobatique créée sur cette base au début des années trente par le commandant Weiser), participe brillamment à la campagne de France 1939-40 : lorsque la guerre éclate, il est basé à Luxeuil, où il est adjudant-chef à la 3e escadrille du groupe de chasse II/7, équipée de MS 406. Il est nommé sous-lieutenant en mars 1940 et totalise 9 victoires officielles lorsqu'il part pour l'Afrique du Nord avec son escadrille.
En 1942, il est promu lieutenant, Valentin participe aux campagnes de Tunisie, puis de France. Il revient en France le 3 septembre 1944, capitaine depuis le 1er juin.
Le vendredi 8 septembre 1944, vers 17 h 20, au cours d'une mission de reconnaissance armée effectuée à très basse altitude sur le secteur de Dijon, le capitaine Georges Valentin, fut abattu par une batterie de la défense antiaérienne allemande (Flak) installée au sommet d’un immeuble sis à l’intersection du boulevard du Maréchal-Gallieni et de l’avenue du Drapeau. Il trouva la mort dans son Spitfire Mk Vc, qui tomba en flammes et s’écrasa sur une maison, au no 12 de la rue Auguste-Brullé à Dijon. Une plaque commémorative installée sur le mur de cette maison mentionne sa dernière citation :

« Commandant d'escadrille de tout premier ordre, chef de patrouille d'une autorité indiscutée ayant mis au service d'un esprit particulièrement ardent et combatif, d'exceptionnelles qualités de pilote et de tireur.
Après s'être révélé comme l'un des plus brillants chasseurs pendant la campagne de France 1939-1940, avait pris part aux campagnes de Tunisie, de Corse et d'Italie, et avait enfin l'immense satisfaction de pourchasser l'Allemand en fuite sur les routes de France.
Abattu par la D.C.A. ennemie à Dijon, a trouvé une mort glorieuse le 8 septembre 1944 au cours d'une mission de reconnaissance. »

Chevalier de la Légion d'honneur, titulaire de la médaille militaire et de la Croix de guerre ornée de sept palmes et de cinq étoiles, il avait réalisé 328 missions de guerre, totalisait 2 902 heures de vol et était crédité de onze victoires homologuées et de deux probables (ce qui le hisse à la 24e place au palmarès des as de la chasse française de la Seconde Guerre mondiale).
Il fut inhumé le 14 septembre au cimetière de Nuits-Saint-Georges, où il avait épousé sa femme Madeleine-Charlotte Mignotte en 1932, qui lui avait donné une fille, Josette.

## Distinctions
- Chevalier de la Légion d'honneur
- Médaille militaire
- Croix de guerre 1939–1945 sept palmes, cinq étoiles, treize citations